# TuRa 1899 Leipzig
TuRa 1899 Leipzig was een Duitse voetbalclub uit de stad Leipzig, in de deelstaat Saksen.

## Geschiedenis
De club werd in 1932 opgericht als SV TuRa Leipzig en speelde in de Bezirksklasse Leipzig. In 1936 promoveerde de club naar de Gauliga Sachsen. In november 1938 fuseerde de club met Leipziger SV 1899.
De fusieploeg kon een degradatie in 1939 maar net vermijden doordat de Gauliga Sachsen in 2 groepen verdeeld werd. In 1942 eindigde de club echter laatste en degradeerde. De Tweede Wereldoorlog zorgde er een jaar later voor dat er nog maar enkele plaatselijke competities konden gespeeld worden. Tura vormde een tijdelijk speelverbond met SpVgg 1899 Leipzig en vormde zo KSG Tura/SpVgg Leipzig.
Na de Tweede Wereldoorlog werden alle Duitse voetbalclubs ontbonden, de club werd niet meer heropgericht. Er werd wel een onofficiële opvolger opgericht SG Leipzig-Leutzsch, dat later zou uitgroeien tot BSG Chemie Leipzig.

## Bekende (oud-)spelers
- Beb Bakhuijs